# Dynomiella stuckenbergi
Dynomiella stuckenbergi är en tvåvingeart som först beskrevs av Wirth 1956.  Dynomiella stuckenbergi ingår i släktet Dynomiella och familjen Canacidae. Inga underarter finns listade i Catalogue of Life.